# Jim DeMint
James Warren DeMint (nascido em 2 de setembro de 1951) é um político e consultor americano do estado da Carolina do Sul, no qual estado que exerceu um mandato como senador, sendo eleito para um segundo mas renunciando durante ele.

## Biografia
James Warren DeMint  nasceu em 2 de setembro de 1951, em Greenville, na Carolina do Sul, é filho de Betty W. e Thomas Eugene DeMint.
Demint é dono de um grupo de empressas que se chama Group DeMint.

## Carreira
Demint foi por durante 6 anos membro da Câmara dos Representantes pelo 4º distrito da Carolina do Sul, deixando o cargo em 3 de janeiro de 2005, foi eleito senador em 2004 com 857.167 votos.
DeMint foi reeleito senador em 2010 com 810.771 votos. Em 2013, DeMint renunciou para virar presidente do think tank conservador chamado Heritage Foundation.